# کمیته نیروهای مسلح سنای ایالات متحده آمریکا
کمیته نیروهای مسلح سنای ایالات متحده آمریکا (انگلیسی: United States Senate Committee on Armed Services) یا کمیته خدمات مسلح، کمیته‌ای در مجلس سنای ایالات متحده آمریکا است که دارای اختیار نظارت استصوابی بر نیروهای مسلح این کشور، از جمله وزارت دفاع، تحقیق و توسعه نظامی، انرژی هسته‌ای (در رابطه با امنیت ملی)، مزایای اعضای ارتش، سامانه خدمات انتخابی و سایر موارد مرتبط با سیاست دفاعی است. 
کمیته نیروهای مسلح در نتیجه قانون سازماندهی مجدد قانونی در سال ۱۹۴۶ پس از پیروزی ایالات متحده در جنگ جهانی دوم ایجاد شد. پس از آن، مسئولیت‌های مربوط به لایحه مسئولیت‌های کمیته امور دریایی، (سال ۱۸۱۶) و کمیته امور نظامی (در سال ۱۸۱۶) به این کمیته واگذار شد. این کمیته به‌عنوان یکی از قدرتمندترین کمیته‌های سنا محسوب می‌شود. رئیس فعلی این کمیته؛ راجر ویکر از حزب جمهوری‌خواه و نفر دوم آن جک رید از حزب دموکرات است.